# Semaeopus maleformata
Semaeopus maleformata là một loài bướm đêm trong họ Geometridae.